# گوآلخمای، انگلسی
گوآلخمای (به انگلیسی: Gwalchmai) یک روستا در بریتانیا است که در Trewalchmai واقع شده‌است. گوآلخمای ۱٬۰۰۹ نفر جمعیت دارد.